# Stos Praw
Stos Praw – drugi album polskiej grupy muzycznej Pectus, wydany we wrześniu 2010 roku nakładem QL Music. Album zawiera 11 autorskich utworów nagranych w Pectus Studio w Rzeszowie i w Studio Hendrix w Lublinie. Materiał promowany był utworem „Oceany”. 
Album uplasował się na 33. miejscu zestawienia OLiS.

## Lista utworów
Opracowano na podstawie materiału źródłowego.
1. „Oceany”
2. „Tańczę z nią”
3. „Motyle”
4. „Stos Praw”
5. „That's All”
6. „Wiosna”
7. „Pędząc”
8. „Hibernacja”
9. „I Wonder Where You Are”
10. „Razem ze mną”
11. „Życzenie”

## Twórcy
- Tomek Szczepanik – śpiew
- Bartek "Skiming" Skiba – gitara basowa
- Adrian Adamski – instrumenty klawiszowe
- Grzegorz "Buniek" Samek – gitara
- Rafał Inglot – perkusja
- Damian Kurasz – gitara[5][6]